# استعاره مکنیه
استعاره مکنیه از آرایه‌های ادبی و نوعی از  استعاره است که در آن شاعر مشبه را همراه با یکی از اجزا یا ویژگی‌های مشبه‌ٌبه می‌آورد.
- مثال:| هرچه سرما و هرچه دلسردی |  | پر زد آهسته از نظر گم شد |

این بخش یا ویژگی می‌تواند به مشبه اضافه گردد یا به آن اسناد داده شود. استعارهٔ مکنیه‌ای که از اضافه شدن چیزی یا واژه‌ای به مشبه، به دست آید، همان است که اضافهٔ استعاری نامیده می‌شود. ادیبان قدیمی استعاره را این‌گونه تعریف کرده‌اند: استعاره عبارت از آن است که یکی از دو طرف تشبیه را ذکر و طرف دیگر را اراده کرده باشند. در استعارهٔ مکنیه که یکی از چهار نوع استعاره است، مشبه ذکر می‌شود ولی مشبهٌ‌به ترک شود استعارهٔ مکنیه می‌باشد.» 